# Blang Sebel
Blang Sebel is een bestuurslaag in het regentschap Simeulue van de provincie Atjeh, Indonesië. Blang Sebel telt 594 inwoners (volkstelling 2010).